# Dolenjska
Dolenjska je područje u jugoistočnoj Sloveniji koje se proteže od Ljubljanske kotline do granice s Hrvatskom (u području Žumberka). Na istoku se proteže do Save, a na zapadu do Kupe. Povijesno je Dolenjska, zajedno s Gorenjskom i Notranjskom, pripadala Kranjskoj, a danas je neslužbena pokrajina u Sloveniji
Uža Dolenjska je kraj uz rijeku Krku i njezine pritoke. U širem smislu pridružuje joj se i Bela krajina, kraj oko Temenice i Mirne, Suha krajina te područje Kočevja s Dobrepoljskim, Ribničkim i Kočevskim poljem. U tom raznolikom kraju susreću se značajke triju zemljopisnih područja: Alpi, Panonske nizine i Dinarskoga gorja. Najviši vrh Dolenjske je Kum (1219 m n. v.), ujedno i najviši vrh Zasavlja, odakle se vide Kamniško-Savinjske i Julijske Alpe, te svi okolni vrhovi Zasavskoga planinarskog puta.
Gospodarsko i kulturno središte Dolenjske je Novo Mesto, a veća su mjesta još Kočevje, Grosuplje, Krško, Brežice, Trebnje, Črnomelj, Semič i Metlika.
Dolenjska je područje s najviše dvoraca i gradina (utvrda) na slovenskom prostoru, od kojih su se mnogi smjestili na brežuljcima oko rijeke Krke.

## Vanjske poveznice
- Dolenjska